# Максим Карлот Корман
Максим Карлот Корман (англ. Maxime Carlot Korman, нар. 1942) — прем'єр-міністр, в.о. президента, спікер парламенту Вануату.

## Політична кар'єра
З 16 грудня 1991 до 21 грудня 1995 року та з 23 лютого до 30 вересня 1996 року займав пост прем'єр-міністра Вануату, представник партії Союз поміркованих партій. У 1993–1995 роках також обіймав посаду міністра закордонних справ країни. 1998 року очолив Республіканську партію. Корман, який прийшов до влади після падіння уряду англофона Волтера Ліні, став першим франкомовним прем'єр-міністром країни.
Зовнішня політика Кормана значною мірою відрізнялась від політики його попередників. Він відмовився від відкритої підтримки незалежності канаків Нової Каледонії та без'ядерної зони в Тихому океані, виступив проти ворожого курсу відносно Франції, співробітництва з радикальними режимами.
Після виборів 1998 року Кормана було усунуто від посади прем'єр-міністра, його замінив Серж Вохор, політик-дисидент з його партії. За два місяці Корману вдалось досягти в парламенті достатньої підтримки, завдяки чому уряду Вохора було винесено вотум недовіри. В результаті Корман знову став прем'єр-міністром Вануату, протримавшись, однак, на посту тільки сім місяців, після чого був усунутий тим же Вохором. Після цього Корману також не вдалось відновити своє лідерство в Союзі поміркованих партій, тому він заснував власну Республіканську партію Вануату. Після виборів 2004 року Корман став заступником прем'єр-міністра, яким залишався Вохор, а також міністром транспорту. Однак за кілька місяців, коли була сформована національна коаліція, він був змушений піти з дому.
Упродовж короткого часу Корман також був міністром сільського господарства, а також міністром інфраструктури й комунальних послуг, поки не був усунутий від цієї посади в липні 2005 року Едуардом Натапеї. Тим не менше його Республіканська партія залишалась в урядовій коаліції, в якій Корман займав пост міністра земель. В липні 2007 року його та його сина було звинувачено в корупції в зв'язку з участю у, принаймні, чотирьох земельних оборудках в містах Порт-Віла й Санто. Відповідно до документів, опублікованих у місцевій газеті The Daily Post, Корман передав в оренду компанії, що перебувала під його контролем і контролем сина, землі за заниженими цінами, після чого перепродав їх, але вже за реальними цінами. Окрім того, міжнародна неурядова організація Transparency International звинувачувала Кормана в тому, що він роздавав державні землі та незареєстровану земельну власність своїм друзям. Тим не менше, міністр відкинув всі звинувачення. В серпні 2008 року всі звинувачення з міністра було знято постановою суду.
Після загальних виборів 2008 року Корман був кандидатом на пост прем'єр-міністра Вануату, однак під час парламентського голосування, що відбулось 22 вересня, він програв два голоси Натапеї. Тим не менше в червні 2009 року його було обрано на пост спікера парламенту. 18 серпня 2009 року Корман виконував обов'язки президента, залишаючись на посту до обрання нового президента 2 вересня 2009 року.